# Высокотемпературный электролиз

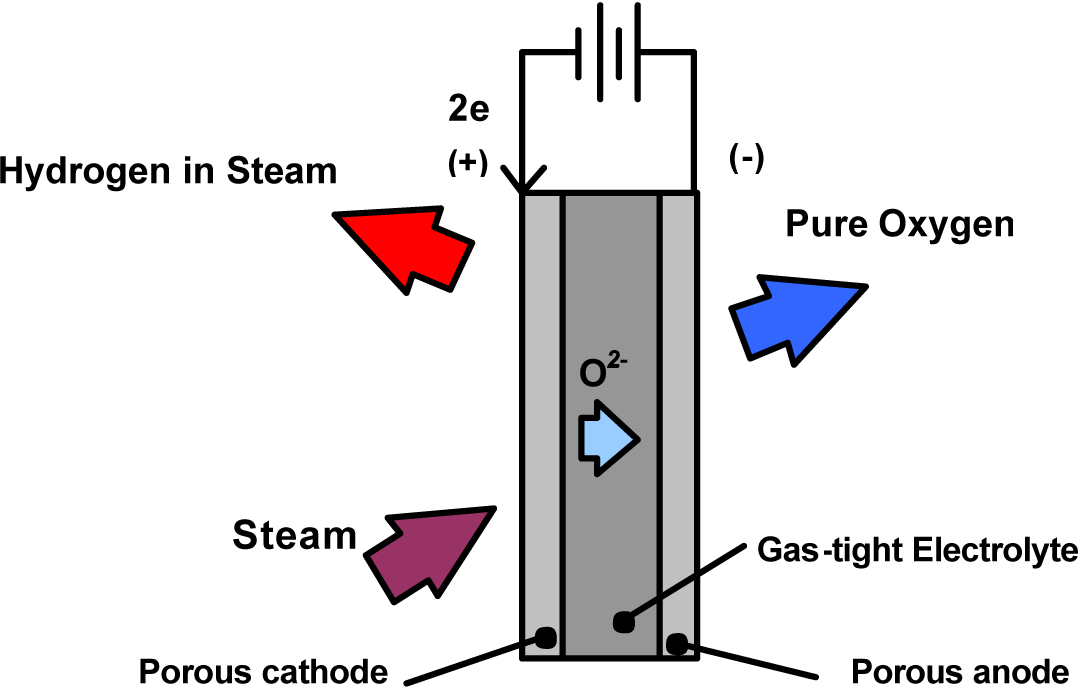
Схема высокотемпературного электролиза

Высокотемпературный электролиз (также ВТЭ, паровой электролиз, High-temperature electrolysis, HTE) — технология получения водорода из воды при высоких температурах.

## Эффективность
Высокотемпературный электролиз экономически более эффективен, чем традиционный электролиз при комнатной температуре, потому что часть энергии поставляется в виде тепла, что дешевле, чем электричество, а также потому, что реакция электролиза более эффективна при более высоких температурах. Фактически при температуре 2500 °C электрический ввод не требуется, потому что вода распадается на водород и кислород в результате термолиза. Однако такие температуры непрактичны; предлагаемые системы ВТЭ работают при температурах от 100 до 850 °C.
Эффективность высокотемпературного электролиза лучше всего оценить, если предположить, что используемое электричество поступает от теплового двигателя, а затем рассмотреть количество тепловой энергии, необходимое для производства 1 кг водорода (141,86 МДж) в сравнении с энергией, используемой в процессе. При 100 °C, требуется 350 МДж тепловой энергии (КПД 41%), при 850 °C — 225 МДж (КПД 64%).

## Материалы
Очень важен выбор материалов для электродов и электролита в ячейке твердооксидного электролизера. В одном из исследуемых вариантов процесса использовались электролиты из оксида циркония, стабилизированного оксидом иттрия, никель-керметные паровые/водородные электроды и электроды из смешанного оксида лантана, стронция и кобальта и кислорода.

## Экономический потенциал
Даже при использовании ВТЭ электролиз — довольно неэффективный способ хранения энергии. Значительные потери энергии при преобразовании происходят как в процессе электролиза, так и при преобразовании образующегося водорода обратно в энергию.
При нынешних ценах на углеводороды ВТЭ не может конкурировать в качестве источника водорода с пиролизом углеводородов.
ВТЭ представляет интерес как углеродно-нейтральный способ получение топлива и хранения энергии. Это может стать экономически выгодным, если дешевые источники тепла неископаемого топлива (концентрирующие солнечную, ядерную, геотермальную) можно будет использовать вместе с источниками электричества неископаемого топлива (такими как солнечная энергия, ветер, океан, атомная энергия).
Все возможные поставки дешевого высокотемпературного тепла для ВТЭ являются нехимическими, включая ядерные реакторы, концентрирующие солнечные тепловые коллекторы и геотермальные источники. ВТЭ был продемонстрирован в лаборатории на 108 КДж (электрических) на грамм произведенного водорода, но не в промышленных масштабах.

### Рынок производства водорода
При наличии дешевого высокотемпературного источника тепла возможны другие методы производства водорода. В частности,  термохимический серно-йодный цикл. Термохимическое производство может достичь более высокой эффективности, чем ВТЭ, потому что не требуется тепловая машина. Однако крупномасштабное термохимическое производство потребует значительного прогресса в материалах, которые могут выдерживать высокие температуры, высокое давление и сильно коррозионные среды.
Рынок водорода велик (50 млн т в год в 2004 году, стоимость около $ 135 млрд в год) и растет примерно на 10% в год (см. «водородная экономика»). Этот рынок удовлетворяется путем пиролиза углеводородов для производства водорода, что приводит к выбросам CO2. Двумя основными потребителями являются нефтеперерабатывающие заводы и заводы по производству удобрений (каждый потребляет около половины всей продукции). Если автомобили, работающие на водороде, получат широкое распространение, их потребление значительно увеличит спрос на водород.

## Марс ISRU
Высокотемпературный электролиз с твердооксидными электролизерными ячейками был использован для производства 5,37 грамма кислорода в час на Марсе из атмосферного углекислого газа для эксперимента Mars Oxygen ISRU в марсоходе NASA Mars 2020 Perseverance с использованием в устройстве для электролиза диоксида циркония.

## Рекомендации
- U.S. DOE high-temperature electrolysis